# Émile Ali-Khan
Émile Ali-Khan (Battle, 6 de junio de 1902-1960) fue un atleta francés, especialista en la prueba de 4 × 100 m en la que llegó a ser subcampeón olímpico en 1920.

## Carrera deportiva
En los JJ. OO. de Amberes 1920 ganó la medalla de plata en los relevos 4 x 100 metros, con un tiempo de 42.5 segundos, llegando a meta tras Estados Unidos que batió el récord del mundo con 42.2 s, y por delante de Suecia (bronce), siendo sus compañeros de equipo: René Tirard, René Mourlon y René Lorain.